# Зензеватка (приток Иловли)
Зензеватка — река в России, протекает по Ольховскому району Волгоградской области. Левый приток Иловли, бассейн Дона.

## География
Зензеватка начинается в балке северо-восточнее села Новороссийское. Течёт на северо-запад. Справа принимает пересыхающий летом приток, приходящий из балки Таловка. Около села Зензеватка впадает в Иловлю в 141 км от устья последней. Длина реки составляет 12 км. Площадь водосборного бассейна — 326 км².

## Данные водного реестра
По данным государственного водного реестра России относится к Донскому бассейновому округу, водохозяйственный участок реки — Иловля, речной подбассейн реки — Дон между впадением Хопра и Северского Донца. Речной бассейн реки — Дон (российская часть бассейна).
Код объекта в государственном водном реестре — 05010300412107000009393.